# Pavel Pavlov

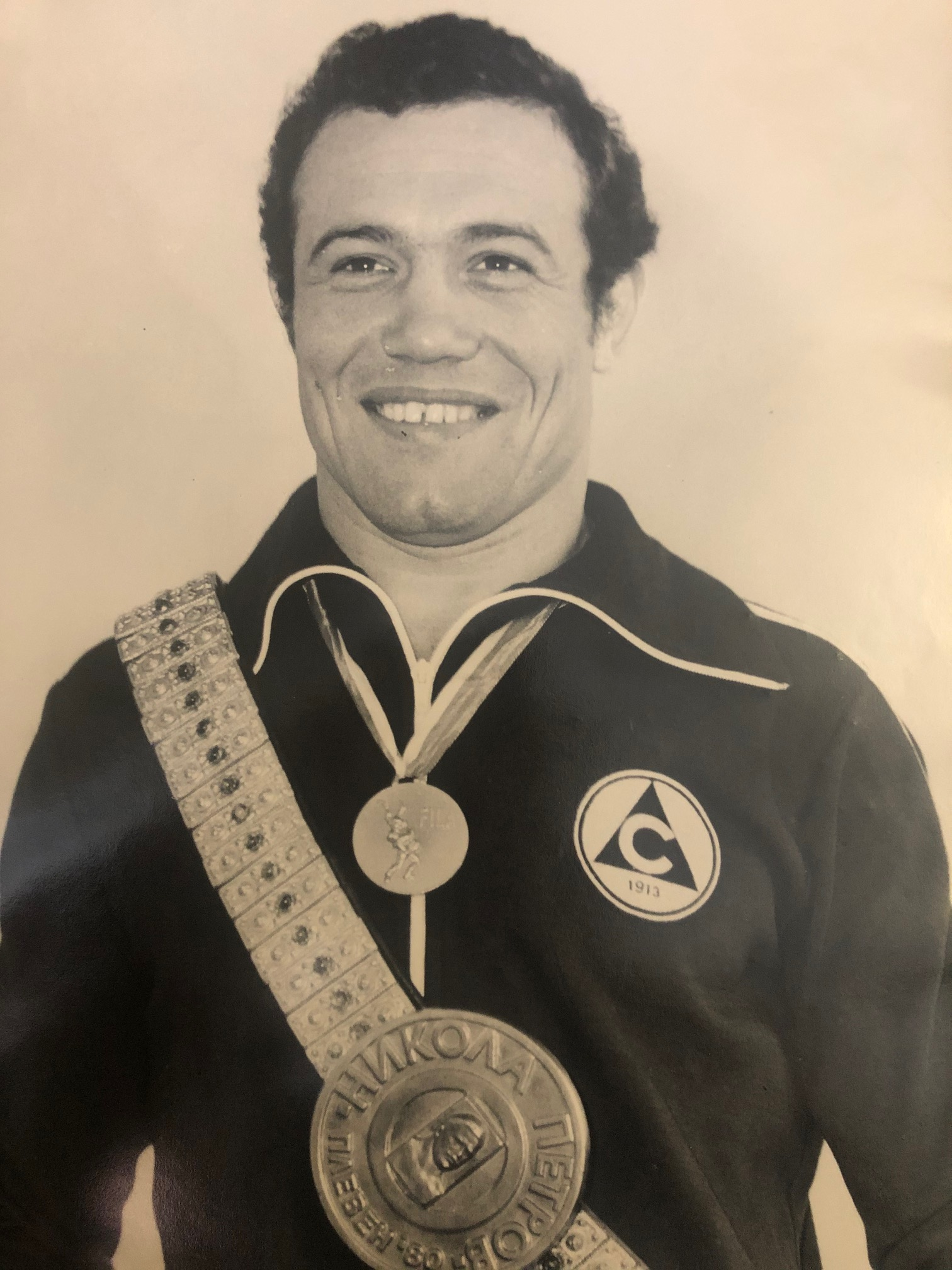

Pavel Pavlov, född den 9 juni 1953 i Kostinbrod, Bulgarien, är en bulgarisk brottare som tog OS-brons i mellanviktsbrottning i den grekisk-romerska klassen 1980 i Moskva.